# Atlantska divizija (NHL)
Atlantska divizija NHL lige je ena od treh divizij, ki sestavljajo Vzhodno konferenco. Ustanovljena je bila leta 1993 kot del preureditve lige. Atlantska divizija je naslednica divizije Patrick.
Je edina divizija v NHL, katere vsa moštva so že kdaj osvojila Stanleyev pokal (pravzaprav so Stanleyev pokal vsa moštva že osvojila vsaj dvakrat), čeprav sta le dve moštvi pokal osvojili kot člana Atlantske divizije. Atlantska divizija ima najkrajše razdalje med prizorišči v vsej NHL. 

## Trenutna sestava
- New Jersey Devils
- New York Islanders
- New York Rangers
- Philadelphia Flyers
- Pittsburgh Penguins

## Trenutna lestvica
| Atlantska divizija   | OT | Z  | P  | PPP | GF  | GA  | TOČ |
| -------------------- | -- | -- | -- | --- | --- | --- | --- |
| New Jersey Devils    | 70 | 46 | 21 | 3   | 218 | 173 | 95  |
| Philadelphia Flyers  | 69 | 37 | 22 | 10  | 220 | 199 | 84  |
| Pittsburgh Penguins  | 72 | 38 | 26 | 8   | 228 | 218 | 84  |
| New York Rangers     | 71 | 37 | 26 | 8   | 181 | 193 | 82  |
| e-New York Islanders | 70 | 24 | 38 | 8   | 176 | 224 | 56  |

## Zgodovina divizije

### 1993–1998
- Florida Panthers
- New Jersey Devils
- New York Islanders
- New York Rangers
- Philadelphia Flyers
- Tampa Bay Lightning
- Washington Capitals

#### Spremembe od sezone 1992/1993
- Atlantska divizija je ustanovljena kot rezultat preureditve lige
- New Jersey Devils, New York Islanders, New York Rangers, Philadelphia Flyers in Washington Capitals izhajajo iz divizije Smythe
- Tampa Bay Lightning izhajajo iz divizije Norris
- Florida Panthers so bili dodani kot razširitveno moštvo

#### Spremembe od sezone 1997/1998
- Florida Panthers, Tampa Bay Lightning in Washington Capitals se preselijo v novo Jugovzhodno divizijo
- Pittsburgh Penguins pridejo iz Severovzhodne divizije

### 1998–trenutno
- New Jersey Devils
- New York Islanders
- New York Rangers
- Philadelphia Flyers
- Pittsburgh Penguins

## Prvaki Atlantske divizije
- 1994 - New York Rangers (52–24–8, 112 točk)
- 1995 - Philadelphia Flyers (28–16–4, 60 točk)
- 1996 - Philadelphia Flyers (45–24–13, 103 točk)
- 1997 - New Jersey Devils (45–23–14, 104 točk)
- 1998 - New Jersey Devils (48–23–11, 107 točk)
- 1999 - New Jersey Devils (47–24–11, 105 točk)
- 2000 - Philadelphia Flyers (45–22–12–3, 105 točk)
- 2001 - New Jersey Devils (48–19–12–3, 111 točk)
- 2002 - Philadelphia Flyers (42–27–10–3, 97 točk)
- 2003 - New Jersey Devils (46–20–10–6, 108 točk)
- 2004 - Philadelphia Flyers (40–21–15–6, 101 točk)
- 2005 - sezona odpovedana
- 2006 - New Jersey Devils (46–27–9, 101 točk)
- 2007 - New Jersey Devils (49–24–9, 107 točk)
- 2008 - Pittsburgh Penguins (47–27–8, 102 točk)

## Zmagovalci Stanleyevega pokala
1. 1994 - New York Rangers
2. 1995 - New Jersey Devils
3. 2000 - New Jersey Devils
4. 2003 - New Jersey Devils

## Naslovi Atlantske divizije po moštvih
| Moštvo              | Število naslovov | Zadnji naslov |
| ------------------- | ---------------- | ------------- |
| New Jersey Devils   | 7                | 2007          |
| Philadelphia Flyers | 5                | 2004          |
| New York Rangers    | 1                | 1994          |
| Pittsburgh Penguins | 1                | 2008          |